# Pedro Álvaro
Pedro Álvaro es una localidad española del municipio de Villares de Yeltes, en la provincia de Salamanca, Castilla y León. Se integra dentro de la comarca de la comarca de Vitigudino y la subcomarca de la Tierra de Vitigudino. Pertenece al partido judicial de Vitigudino.
Se sitúa al margen derecho del río Yeltes. La iglesia, actualmente habilitada para almacén agrícola, data del siglo XVI, habiendo sido sometida, posteriormente, a diversas reformas.

## Historia

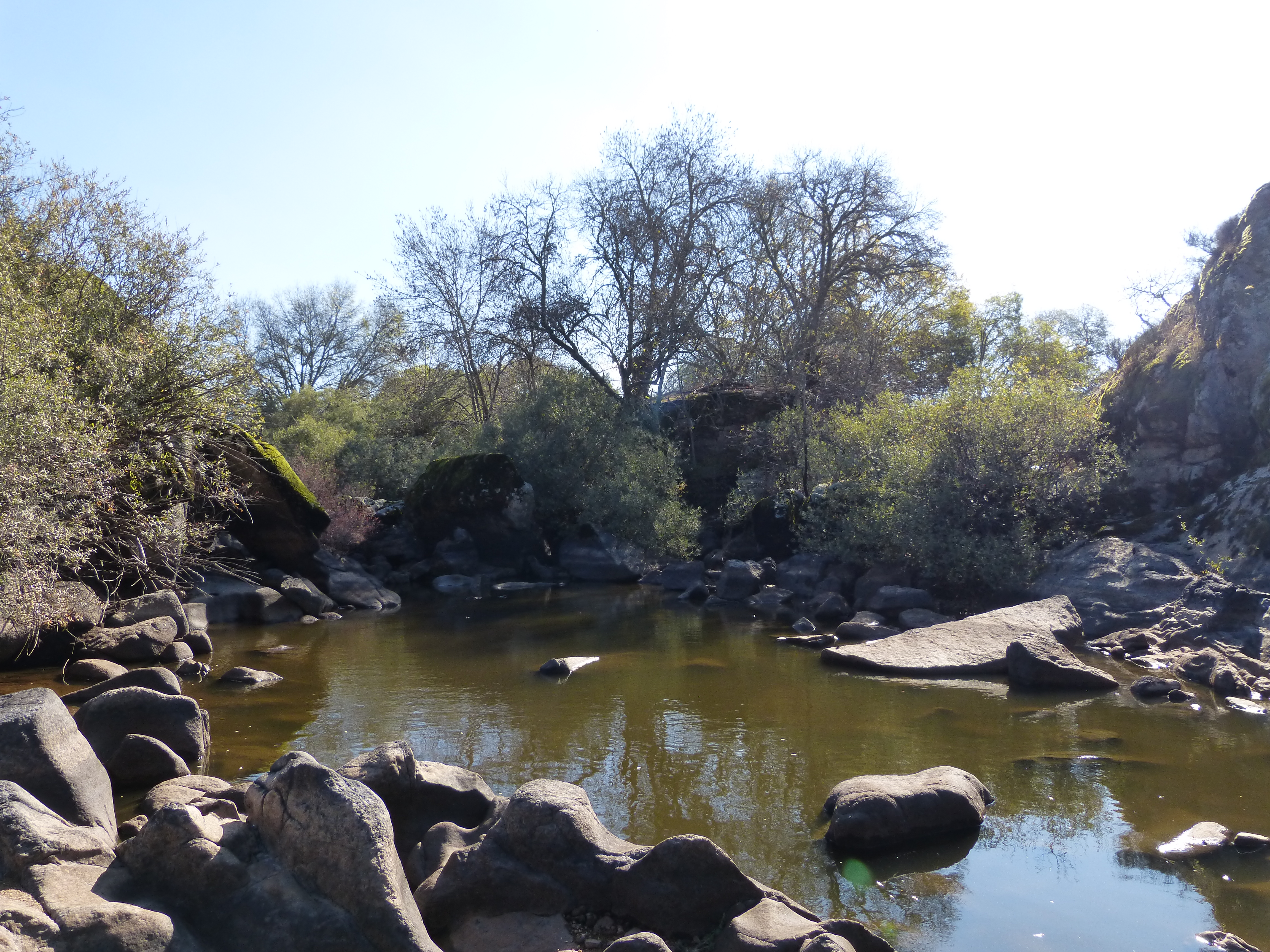
Molino junto al río Yeltes.

A mediados del siglo XVIII, dicha localidad se hallaba constituida en coto redondo y pertenecía a la jurisdicción del condado de Ledesma, del que era señor el Duque de Alburquerque, quien percibía las alcabalas de aquella, cuya cantidad anual ascendía a 15000 maravedíes.
No era únicamente el citado duque de Alburquerque el único que percibía rentas y obtenía beneficios económicos de sus posesiones en Pedro Álvaro. De las 12 yugadas que éste tenía de extensión, 6 pertenecían al convento de Santa Clara, de Salamanca, y otras 5 correspondían al convento de San Esteban; además varias cortinas eran propiedad del Colegio del Seminario de Masueco; todo ello, sin contar con que había diversos propietarios que no eran vecinos de Pedro Álvaro, que también poseían bienes de dicho lugar. Así, vecino de Villavieja era Francisco Gallego, y, Francisco Sotelo, lo era de la ciudad de Zamora. Este último gozaba de mayorazgo en Pedro Álvaro. Por su parte, doña Victorina de Paz, vecina de Salamanca y emparentada con los Paz, linaje que, como ya veremos, había señoreado Villares de Yeltes, poseía algunas tierras y otros bienes inmuebles en Pedro Álvaro; así como también doña Teresa de Chaves Obtiño, de Portugal. De Pedro Álvaro obtenían las Madres Dominicas de Santader un préstamo anual, en especie: garbanzos, algarrobas, centeno, cebada, etc., mientras que el Monasterio de San Jerónimo, de Salamanca, cobraba 5 fanegas en total.
En el año 1753 y según el Catastro de Ensenada, la extensión del término de Pedro Álvaro era de una legua y media, de este a oeste; y de un cuarto de legua de norte a sur. La circunferencia medía una legua y media.
La población de la mencionada localidad era de 16 vecinos. El caserío lo componían 12 casas y 5 pajares. A 17 ascendía el número de labradores. También había un herrero. Entre las producciones de Pedro Álvaro figuraban el trigo, el centeno, la cebada, el herrén, las algarrobas y los garbanzos. La cabaña ganadera constaba de 754 de ovino, 347 de cabrío, 39 de caballar, 266 de porcino y 235 de vacuno.
En cuanto a la producción apícola, se reducía a 25 colmenas, conforme con lo registrado en el referido Catastro de Ensenada.
A comienzos del siglo XIX, el caserío lo formaban 22 edificios. La ladera donde se asienta Pedro Álvaro, se hallaba, por aquel entonces, plantada de pinos y rodeada de encinas y pastos. También se cultivaban cereales. Dicho núcleo de población contaba con una parroquia y una ermita.
A mediados de ese mismo siglo, vivían en Pedro Álvaro 36 vecinos, que sumaban un total de 122 habitantes. Dicha localidad tenía 20 casas, una iglesia parroquial y un cementerio.

## Demografía
En 2019 Pedro Álvaro contaba con una población de 8 habitantes, de los cuales 4 eran hombres y 4 mujeres. (INE 2019).
| Gráfica de evolución demográfica de Pedro Álvaro entre 2000 y 2019                       |
|                                                                                          |
| Fuente: Instituto Nacional de Estadística de España - Elaboración gráfica por Wikipedia. |